# Mizuage

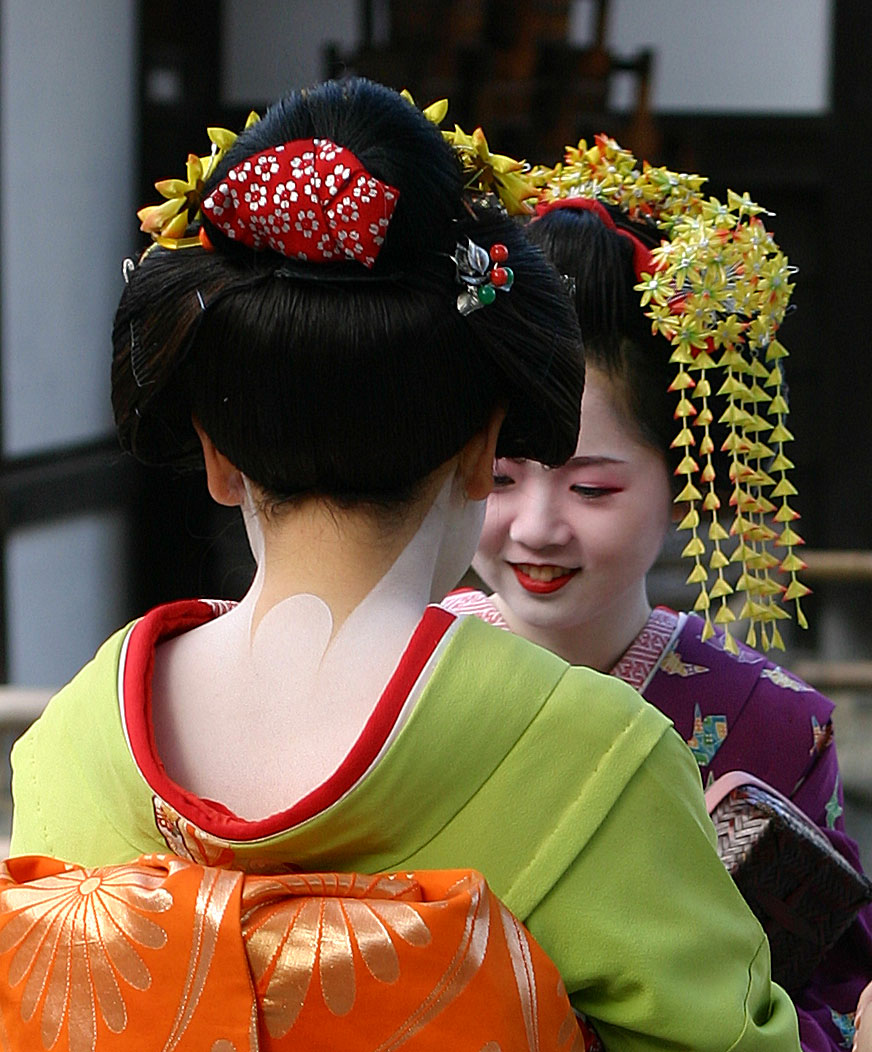
Maiko w Kioto, Japonia

Mizuage (jap. 水揚げ) – inicjacja początkującej gejszy lub prostytutki, polegająca na pozbawieniu dziewictwa. Zwyczaj obecnie niepraktykowany, gdyż uznany został za nielegalny po wprowadzeniu w Japonii praw antyprostytucyjnych w 1958 roku. Dziś mizuage jest dniem, w którym młodsza maiko zmienia się w starszą maiko.

## Historia
Ten istotny dla maiko rytuał przejścia zwykle miał miejsce pomiędzy 13. a 15. rokiem życia.
Mówiono o mizuage, iż towarzyszył mu jeden z największych jednorazowych przychodów pieniężnych, jakie gejsza mogła otrzymać w całej swojej zawodowej karierze. W momencie, gdy kandydatka była gotowa, bogaty mężczyzna (zazwyczaj danna,, czyli patron maiko) będący w stanie sfinansować jej przyszłość, otrzymywał honor odebrania dziewictwa za pieniądze.
Gdy rytuał dobiegał końca (co czasem trwało do 7 dni), maiko mogła zmienić kołnierzyk. Oznaczało to, że była wystarczająco dorosła i mogła zamienić swój czerwony kołnierzyk (eri) aplikantki na biały – starszej maiko. Także jej fryzura była zmieniana z wareshinobu (fryzury przedzielonej brzoskwini) na ofuku, aby oznaczyć jej dojrzałość.

## W literaturze
W książce Wyznania gejszy Arthur Golden opisał mizuage bardziej jako finansowy układ, w którym sponsor płaci dużo pieniędzy za odbycie stosunku seksualnego z młodą gejszą. Również towarzyszy temu awans w hierarchii gejsz, lecz autor skupił się najbardziej na cielesnym charakterze owego rytuału.
Mineko Iwasaki w autobiografii „Gejsza z Gion” opisuje mizuage jako nieodłączną część życia każdej gejszy, symboliczną przemianę z dziewczynki w młodą kobietę. Twierdzi ona, że mizuage wiąże się bardziej ze zmianą fryzury oraz kołnierzyka niż ze stratą dziewictwa. Ukazuje również, dlaczego wokół owego rytuału narosło tyle kontrowersji. Oiran i Tayu (kurtyzany, ekskluzywne prostytutki) także posiadały własne mizuage. Jednakże ich rytuał polegał na uroczystej defloracji, która odbywała się dzięki przekazaniu przez klienta sporej sumy pieniężnej. Zbieżność nazw w dużej mierze przyczyniła się do pomyłek. Historia Mineko Iwasaki była inspiracją dla Arthura Goldena do napisania jego powieści. Można by stwierdzić, że w swojej biografii Iwasaki próbowała naprostować błędy, jakie popełnił Golden w swoim utworze.
Całkowicie inny punkt widzenia mizuage przedstawiła Sayo Masuda w „Autobiography of a Geisha”, gdzie mizuage określiła mianem seksualnego wyzysku. Opisywała, że jej dziewictwo było wiele razy sprzedawane mężczyznom, którym wmawiano, że nie odbywała ona jeszcze stosunku seksualnego. Dzięki czemu zarabiano na tym wiele pieniędzy. Jednakże warto tutaj podkreślić, że Sayo Masuda pracowała jako prowincjonalna gejsza w onsenie we wczesnych latach XIX w., kiedy to praca gejsz nie była traktowana z należytym szacunkiem i nie różniła się niczym od pracy niewolniczej, w porównaniu z tym co opisuje wspomniana wcześniej Mineko Iwasaki, która była gejszą w latach 70 XX w. w Kioto.